# 보얀 요키치
보얀 요키치(슬로베니아어: Bojan Jokić, 1986년 5월 17일, 크란 ~ )는 슬로베니아의 전 축구 선수로, 과거 수비수로 활약하였다.
이전에는 NK 트리글라브 크란 (Triglav Kranj, 2003년~2005년), ND 고리차 (ND Gorica, 2005년~2007년), FC 소쇼 (2007년~2010년)에서 선수 생활을 하였으며, 2010년 1월 AC 키에보베로나에 임대되어 뛴 후, 2010년 6월 완전 이적하였다.
슬로베니아 축구 국가대표팀에는 2006년 키프로스와의 경기에 데뷔했으며, 현재 (2010년 6월)까지 37경기에서 1골을 넣었다.

## 같이 보기
- A매치 100경기 이상 출전한 축구 선수 명단